# NGC 3022
NGC 3022 (również PGC 28257) – galaktyka soczewkowata (S0), znajdująca się w gwiazdozbiorze Sekstantu. Odkrył ją John Herschel 19 lutego 1830 roku.